# Buick Skyhawk
Buick Skyhawk – samochód osobowy klasy kompaktowej produkowany pod amerykańską marką Buick w latach 1975 – 1989.

## Pierwsza generacja

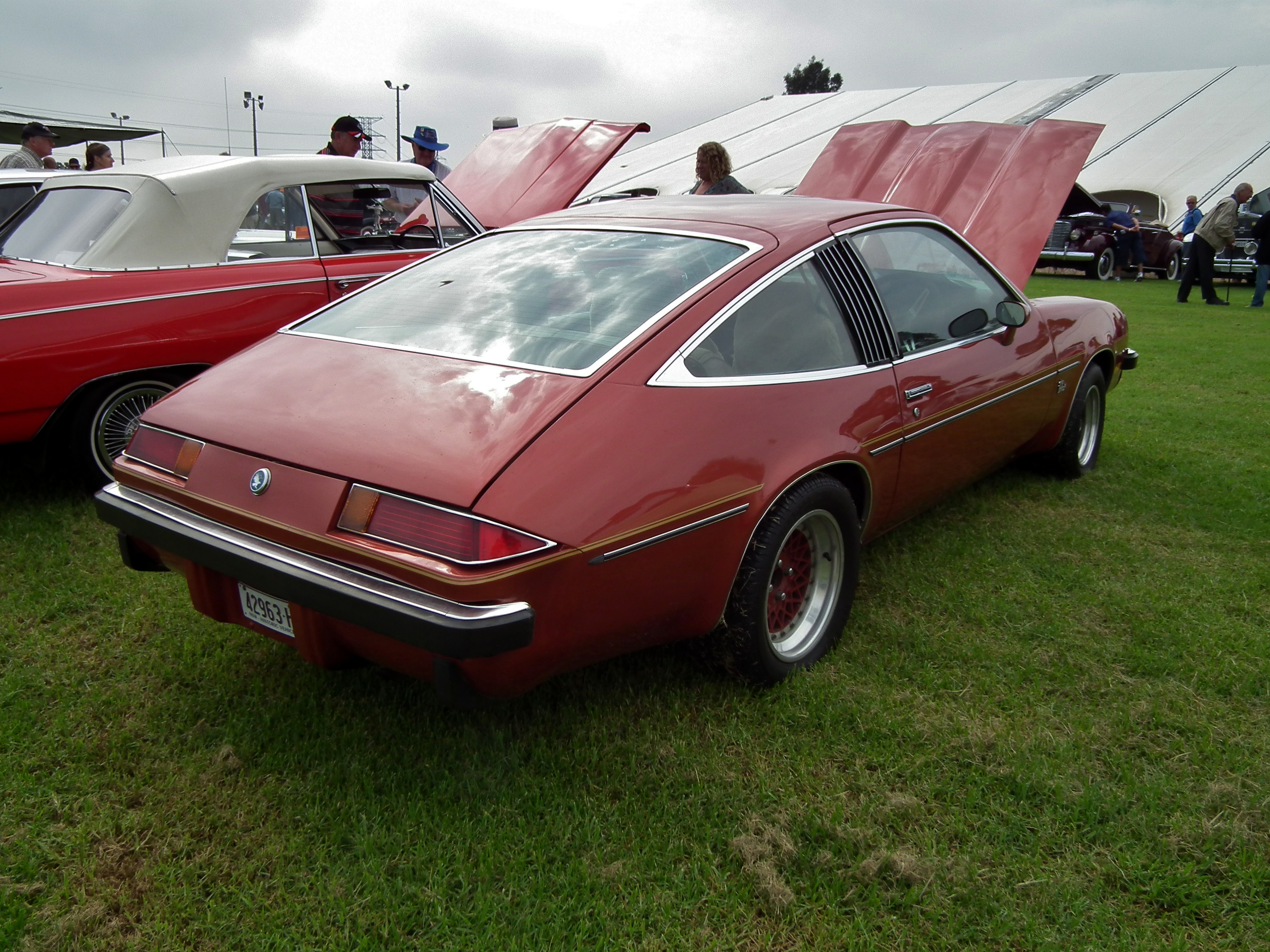
Buick Skyhawk I - tył

Buick Skyhawk I został zaprezentowany po raz pierwszy w 1974 roku.
Buick zaprezentował Skyhawka pierwszej generacji jako następcę Buicka Opel. Podobnie, jak bliźniacze modele Chevroleta i Pontiaka, samochód zbudowano na platformie H-body. Skyhawk I był samochodem tylnonapędowym dostępnym tylko jako sportowy, trzydrzwiowy liftback.

### Silniki
- L4 2.3l 2300
- L4 2.5l Iron Duke
- V6 3.8l Buick
- V8 5.0l Chevrolet

## Druga generacja

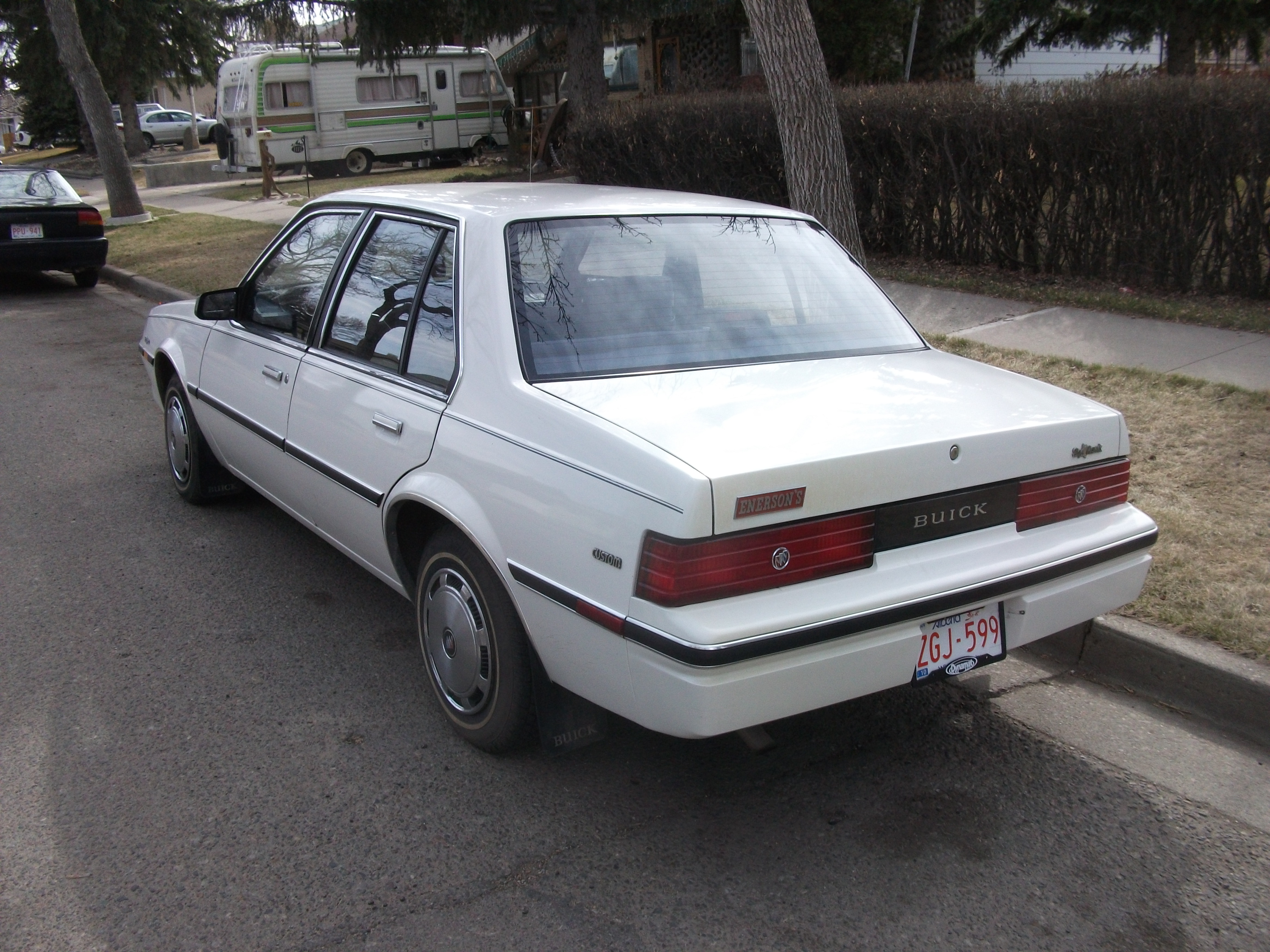
Buick Skyhawk II - tył

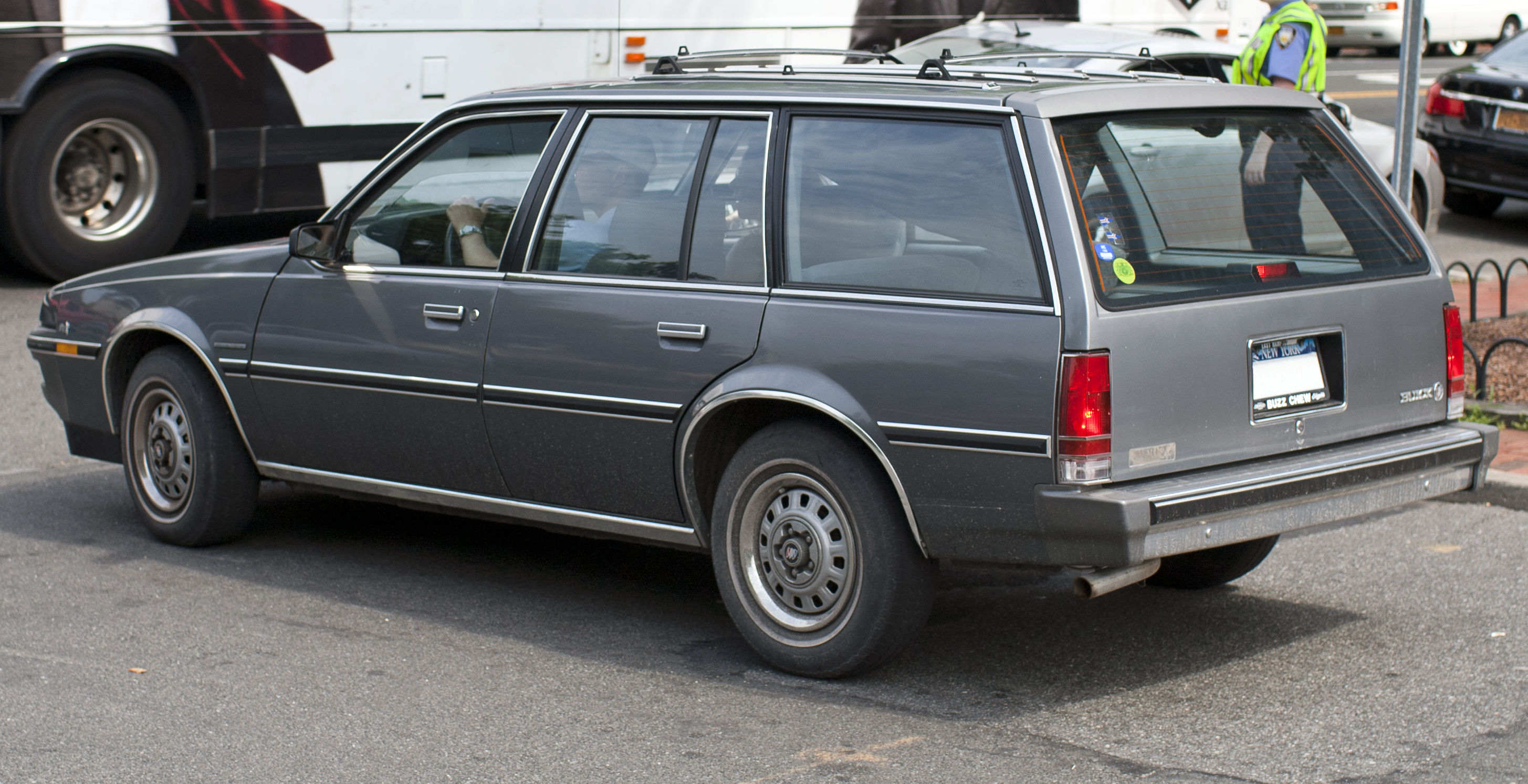
Buick Skyhawk II Kombi

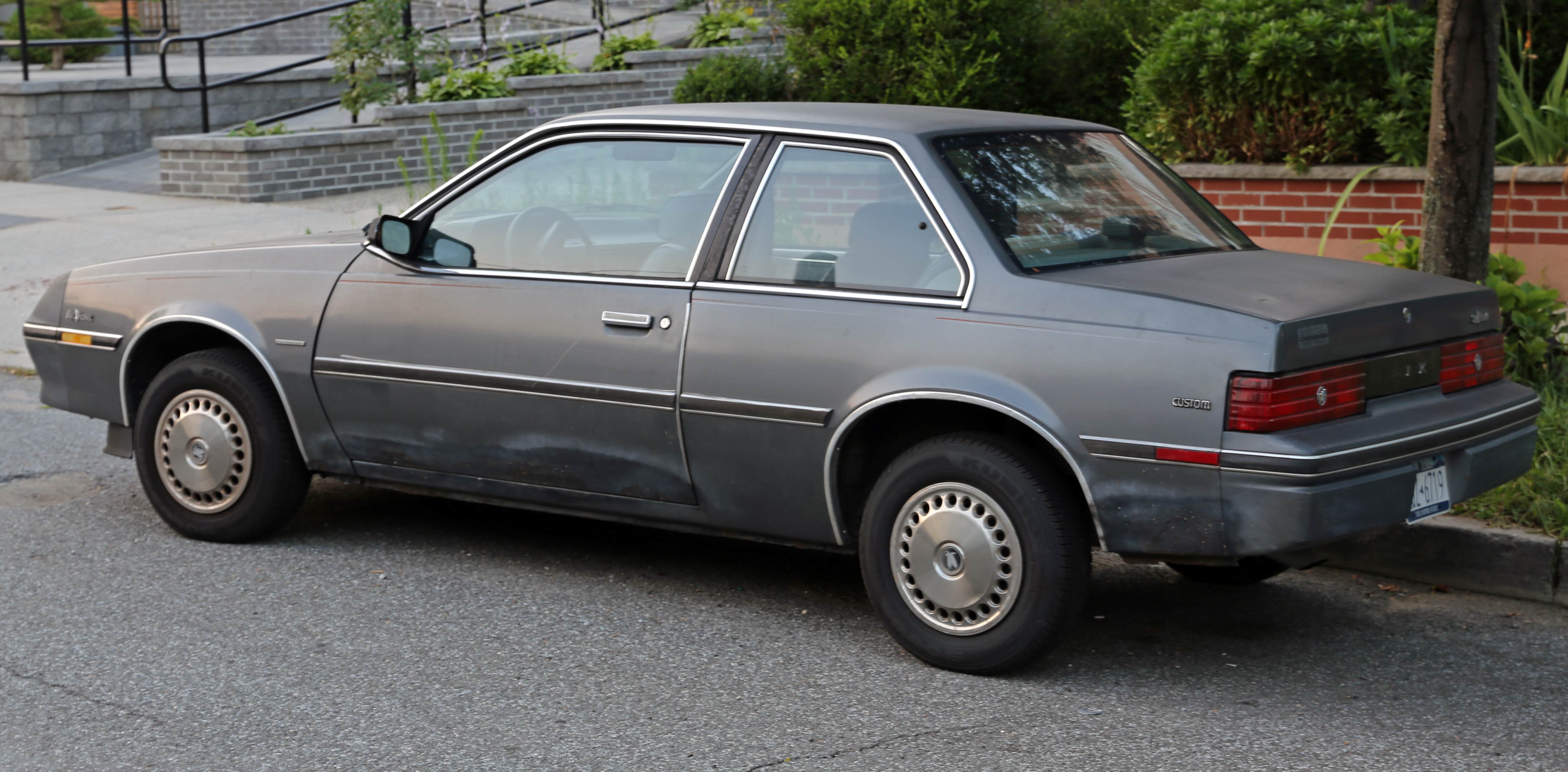
Buick Skyhawk II Coupe

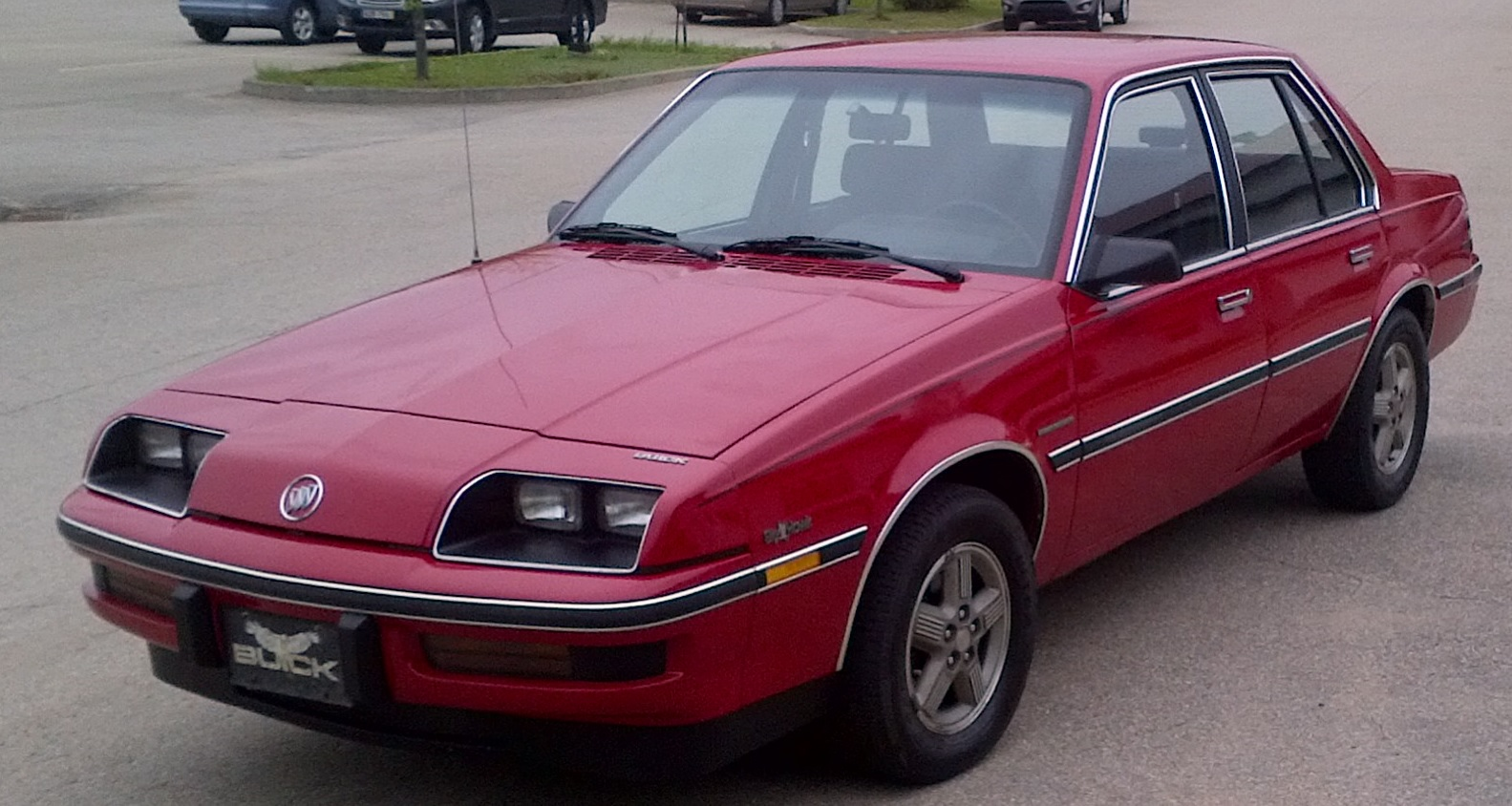
Buick Skyhawk II po liftingu

Buick Skyhawk II został zaprezentowany po raz pierwszy w 1981 roku.
W 1981 roku General Motors zaprezentowało rodzinę pięciu bliźniaczych kompaktowych modeli, które oparto na platformie J-body. Charakteryzował ją przedni napęd, a także bardzo szeroki wybór wersji nadwoziowych: 4-drzwiowy sedan, 2-drzwiowe coupé i 5-drzwiowe kombi. W przypadku Buicka, samochód przyjął postać drugiej generacji modelu Skyhawk i pozycjonowany był poniżej modeli Cadillac Cimarron i Oldsmobile Firenza. Samochód odróżniał się wyglądem przedniego i tylnego pasa, a także wyposażeniem.

### Lifting
Podobnie jak większość bliźniaczych modeli General Motors, Buick Skyhawk II w 1988 roku przeszedł gruntowną modernizację. Pojawił się nowy wygląd zarówno przedniej, jak i tylnej części nadwozia. Charakterystycznym elementem stały się składane reflektory, które zyskały aerodynamiczny kształt. Pomimo modernizacji, produkcję modelu zakończono rok później, w 1989 roku.

### Silniki
- L4 1.8l L46
- L4 1.8l LH8
- L4 1.8l LA5
- L4 2.0l LQ5
- L4 2.0l LT2
- L4 2.0l LT3